# Jessica Kähärä
Jessica Kähärä (Mikkeli, 1 augustus 2001) is een atleet uit Finland.
In 2018 nam Kähärä deel aan de Olympische Jeugdzomerspelen, waar ze bij het onderdeel hoogspringen een bronzen medaille behaalde. Tijdens de openingsceremonie droeg ze voor Finland de vlag.
- World Athletics: 14667309